# Leptogenys acutirostris
Leptogenys acutirostris é uma espécie de formiga do gênero Leptogenys, pertencente à subfamília Ponerinae.